# Pintura de la India

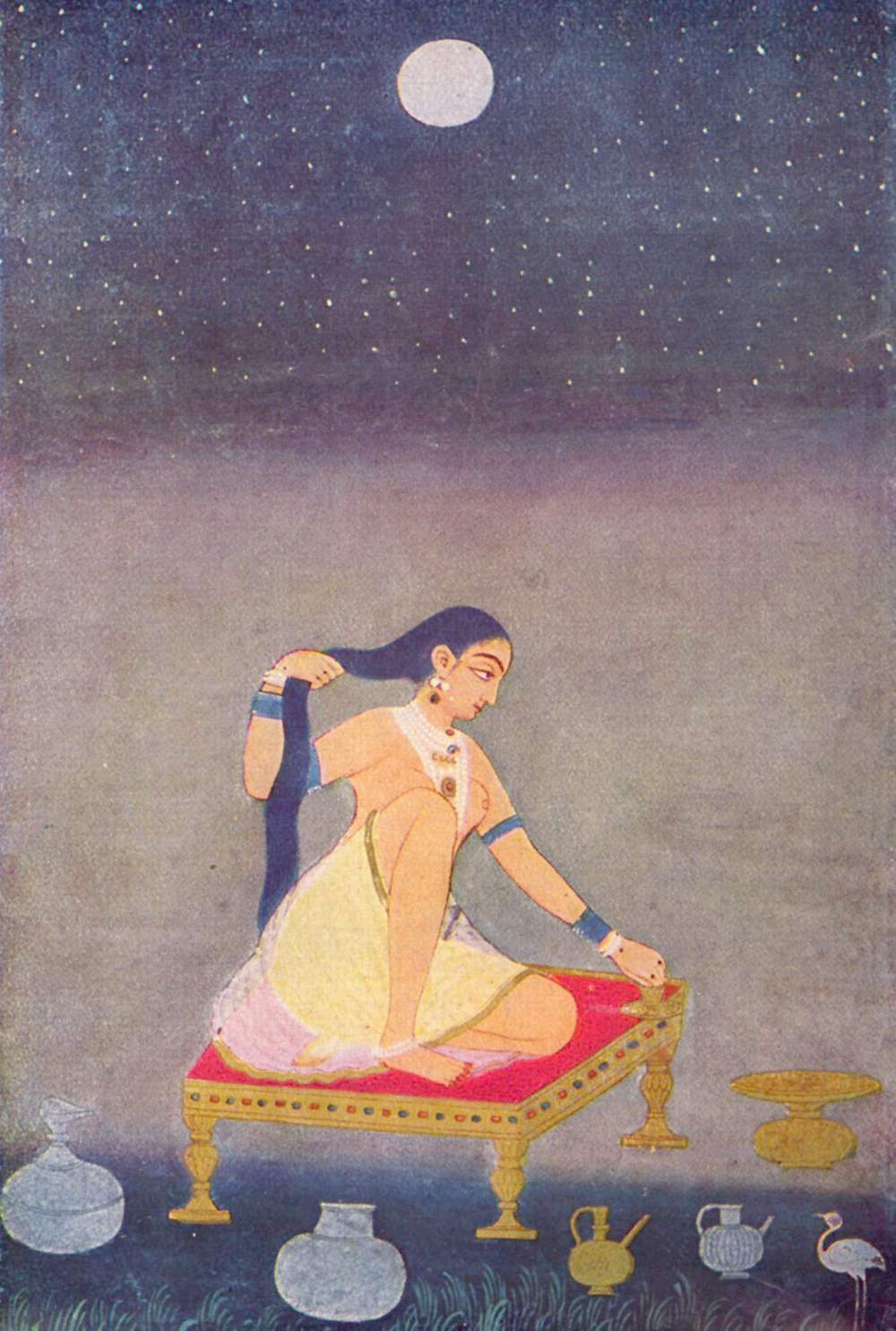
Radha.

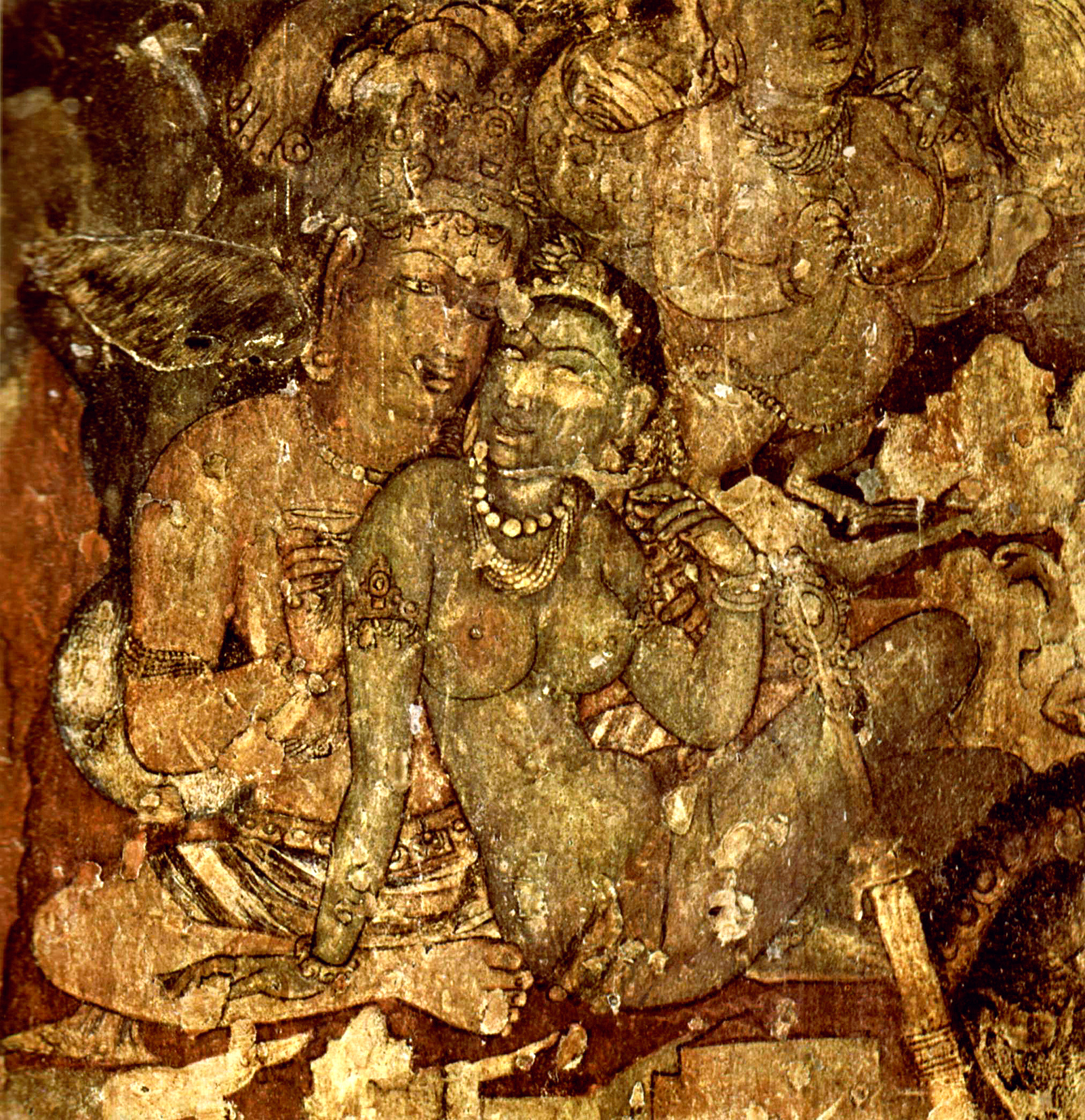
Fresco de Ajanta, c.

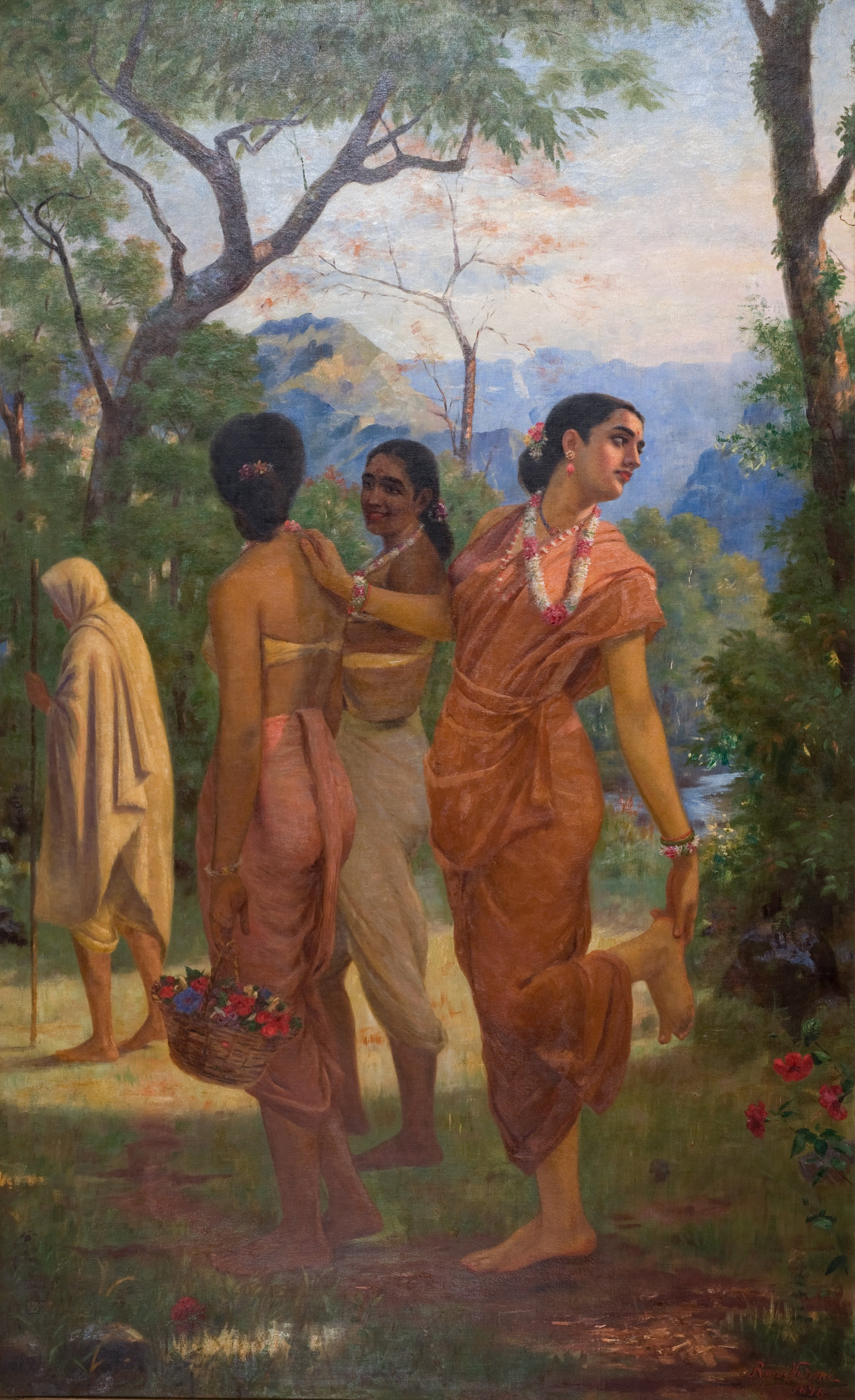
Shakuntala de Raja Ravi Varma.

La pintura de la India es una forma de arte de la India. Las primeras pinturas de la India fueron las pinturas sobre roca realizadas en épocas pre-históricas, petroglifos tales como los que se observan en Bhimbetka, algunos de ellos se remontan a antes del 5500 a C. Tales obras continuaron en el tiempo por varios milenios, luego en el siglo VII los pilares tallados de Ellora, en el estado de Maharashtra es un muy buen ejemplo de pintura de la India, sus colores, principalmente tonos de rojo y naranja, se consiguieron a partir de pigmentos minerales. Algo posteriores son los frescos de las cuevas de Ajanta y Cueva de Ellora. Además, la literatura budista de la India posee una gran abundancia de textos que describen que los palacios de reyes y de las clases aristocráticas estaban decorados con pinturas, pero lamentablemente los mismos no han sobrevivido hasta nuestros días. Pero, basados en esta evidencia se piensa que alguna forma de arte era practicada por estas épocas.
Las pinturas de la India poseen un continuo estético que se extiende desde las primeras civilizaciones hasta nuestros días. En sus comienzos su naturaleza era esencialmente religiosa, pero luego la pintura de la India evolucionó a través de los años para convertirse en una fusión de varias culturas y tradiciones. La pintura de la India ha estado expuesta a influencias greco-romanas, iraníes y chinas. Las pinturas en cavernas que se observan en distintas partes de la India son un testimonio de estas influencias y la evolución continua de nuevos idiomas pictóricos es evidente.

## Pintura India Sadanga
Hacia el siglo I a. C. evolucionaron las pinturas indias Sadanga o Seis Miembros, en una serie de cánones que fijaron los principios principales del arte. Vatsyayana, que vivió durante el siglo III, las enumera en su Kamasutra habiéndolas tomado a su vez de obras más antiguas. 
Estos 'Seis Miembros' han sido traducido como: 
1. Rupabheda - El conocimiento de las apariencias.
2. Pramanam - Percepción, medida y estructura.
3. Bhava - Acción de los sentimientos en las formas.
4. Lavanya Yojanam - Infusión de gracia, representación artística.
5. Sadrisyam - Similitud.
6. Varnikabhanga - Forma artística de utilizar el pincel y los colores. (Tagore.)

El desarrollo subsecuente de la pintura por parte de los budistas indica que los ' Seis Miembros ' fueron puestos en práctica por los artistas Indios, y son los principios básicos sobre los cuales se construyó el arte.

## Géneros de pintura de la India
La pintura de la India puede ser clasificada a grandes rasgos en murales y miniaturas. Los murales son grandes obras ejecutadas sobre muros de estructuras sólidas, tales como en las cavernas de Ajanta del templo de Kailashnath. Las pinturas miniaturas son producidas en una escala muy pequeña sobre material perecedero tal como papel o tela. Los Palas de Bengala fueron los pioneros en el arte de las miniaturas en la India. El arte de la pintura miniatura alcanzó su apogeo durante el período Mughal. La tradición de las pinturas miniaturas fue continuada y desarrollada por los pintores de diversas escuelas de Rajasthani tales como Bundi, Kishangarh, Jaipur, Marwar y Mewar. Las pinturas de Ragamala también pertenecen a esta escuela.
El arte indio moderno ha presenciado el crecimiento de la Escuela de Arte de Bengala en la década de 1930 continuando con numerosas formas de experimentación con estilos europeos e indios. Luego de la independencia de la India, se desarrollaron numerosos nuevos géneros de arte de la mano de artistas importantes como Jamini Roy, MF Husain, FN Souza, y Gaitonde. Con el progreso de la economía las formas y estilos de arte también pasaron por muchos cambios. En la década de 1990, la economía India fue liberalizada y se integró a la economía mundial lo que condujo a un flujo amplio de información cultural hacia y desde la India. En este período emergió el pseudorealismo como un nuevo género de arte contemporáneo indio.

## Murales
La historia de los murales indios comienza en la época medieval antigua y temprana, desde el siglo II a. C. hasta el siglo VIII d. C. Se conocen más de 20 lugares en la India que contienen murales de este período, principalmente cuevas naturales y cámaras excavadas en la roca. Los mayores logros de esta época son las cuevas de Ajanta, Bagh, Sittanavasal, la cueva de Armamalai (Tamil Nadu), el refugio rocoso Ravan Chhaya, el templo Kailasanatha en las cuevas de Ellora.
Los murales de este período representan principalmente temas religiosos de las religiones budista, jainista e hindú. Aunque también hay lugares donde se hicieron pinturas para adornar premisas mundanas, como la antigua sala de teatro en la cueva de Jogimara y una posible cabaña de caza real alrededor del siglo VII d. C. - Refugio de roca Ravan Chhaya.
El patrón de la pintura de pared a gran escala que había dominado la escena, fue testigo del advenimiento de las pinturas en miniatura durante los siglos XI y XII. Este nuevo estilo figura primero en forma de ilustraciones grabadas en manuscritos de hoja de palma. El contenido de estos manuscritos incluye literatura sobre budismo y jainismo. En el este de la India, los principales centros de actividades artísticas e intelectuales de la religión budista fueron Nalanda, Odantapuri, Vikramshila y Somarpura, situados en el reino de Pala (Bengala y Bihar).
El patrón de la pintura mural a gran escala que había dominado la escena, fue testigo del advenimiento de las pinturas en miniatura durante los siglos XI y XII. Este nuevo estilo figura primero en forma de ilustraciones grabadas en papel de hoja de palma manuscrita. El contenido de estos manuscritos incluye literatura sobre budismo y jainismo. En el este de la India, los principales centros de actividades artísticas e intelectuales de la religión budista fueron Nalanda, Odantapuri, Vikramshila y Somarpura, situados en el reino de Pala (Bengala y Bihar).

## Pintura de la India Oriental
En la India oriental, la pintura en miniatura se desarrolló en el siglo X. Estas miniaturas, que representan divinidades budistas y escenas de la vida de Buda, fueron pintadas en (alrededor de 2,25 por 3 pulgadas)hojas de palmera de los manuscritos , así como en sus cubiertas de madera. Los manuscritos ilustrados budistas más comunes incluyen los textos Astasahasrika Prajnaparamita, [3] Pancharaksa, Karandavyuha y Kalachakra Tantra. Las primeras miniaturas existentes se encuentran en un manuscrito del Astasahasrika Prajnaparamita fechado en el sexto año reinado de Mahipala (c.993), actualmente propiedad de The Asiatic Society, Kolkata. Este estilo desapareció de la India a fines del siglo XII.

## Galería

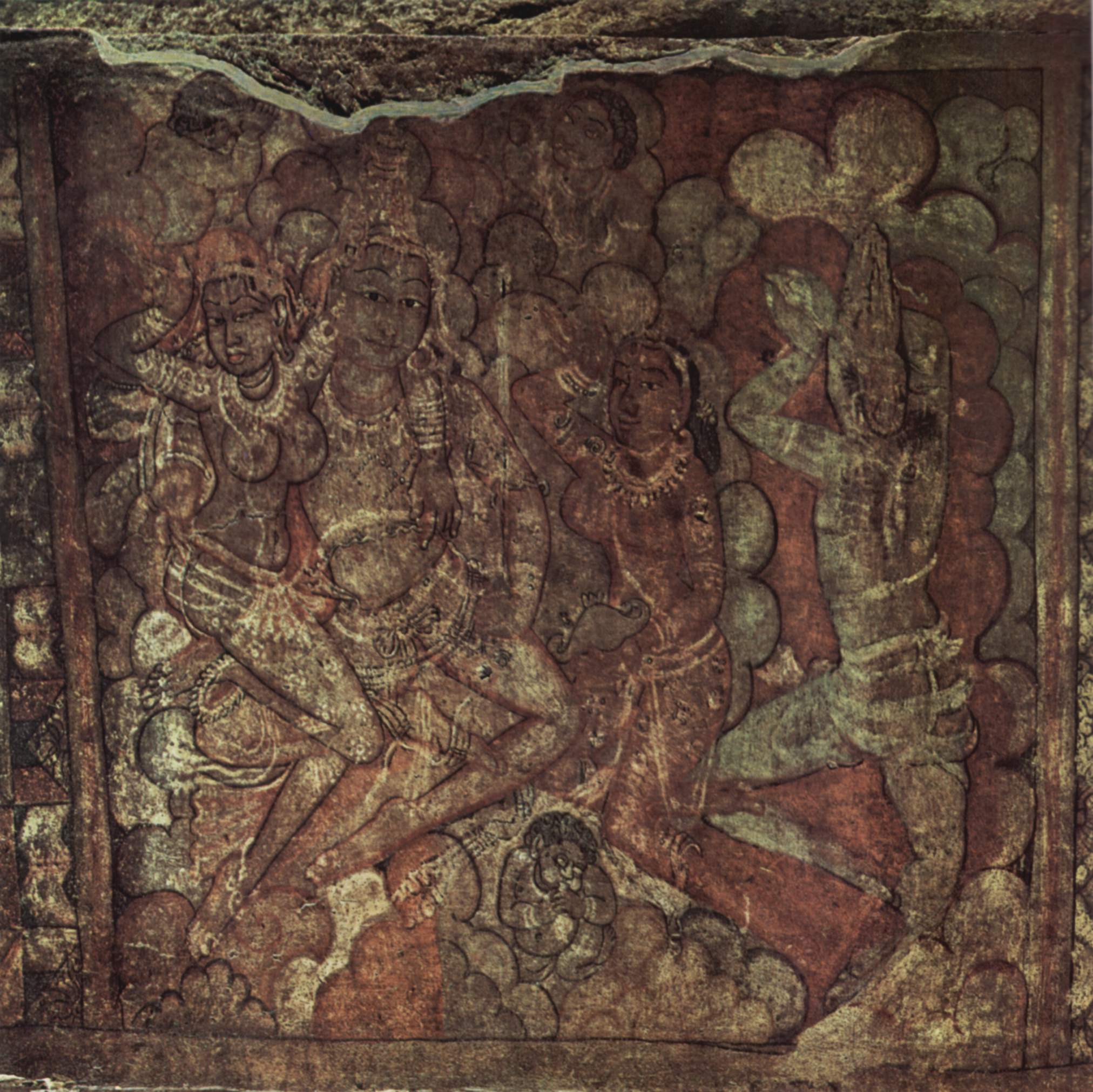
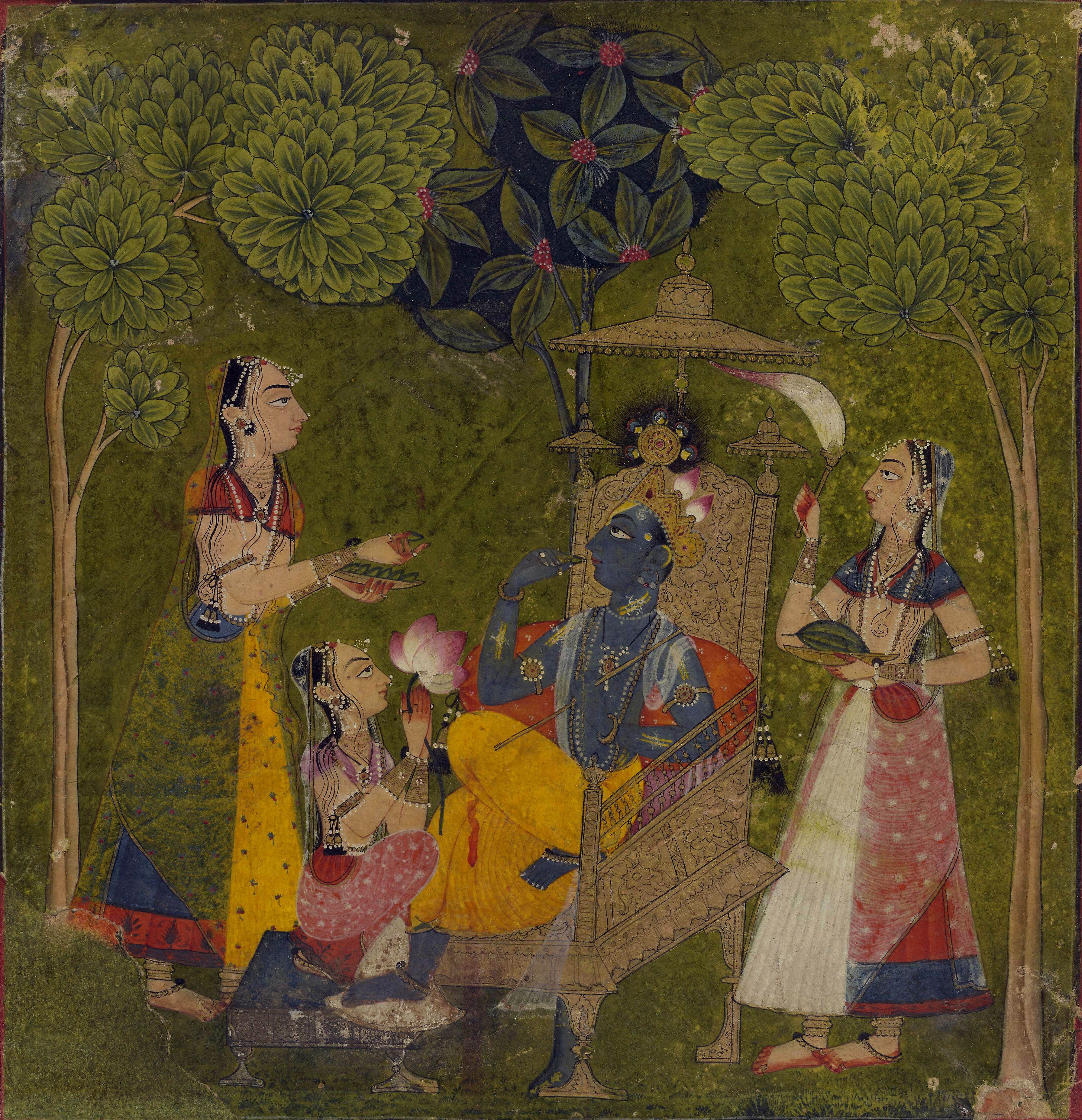
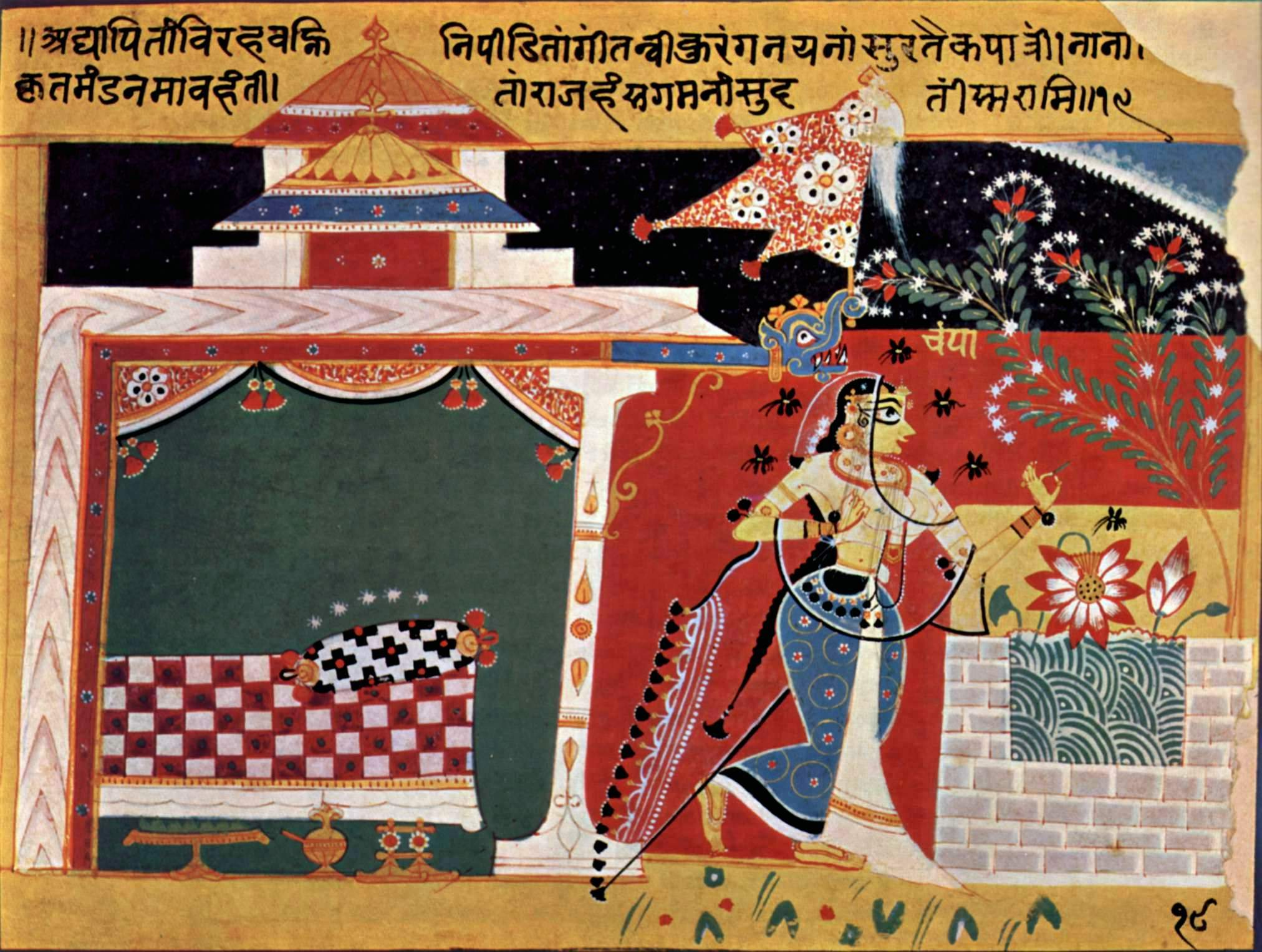
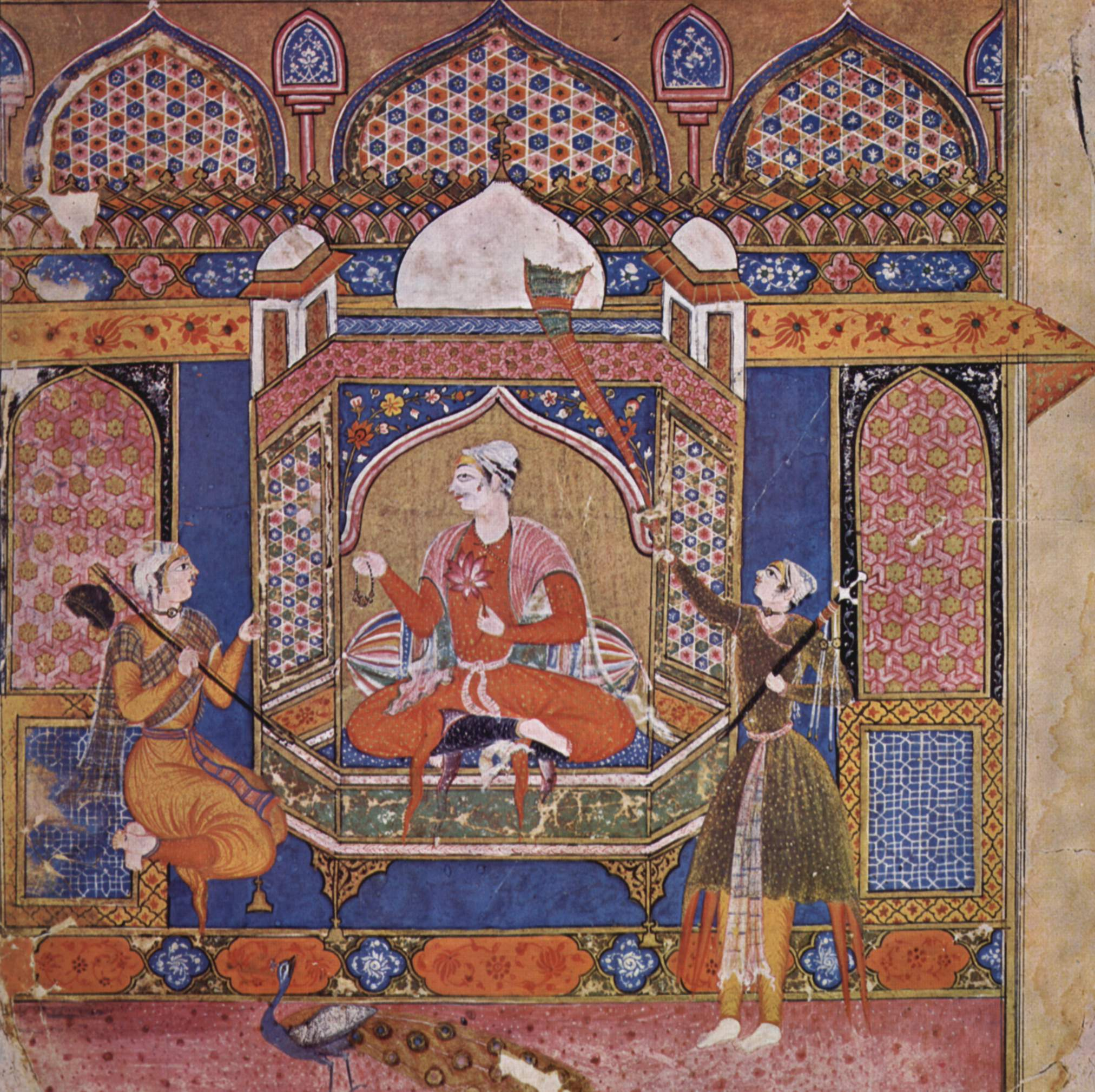

## Algunas pinturas destacadas de la India
- "Dama con la lámpara" - Hemen Majumdar
- "Autorretrato" Rabindranath Tagore
- "Bharat Mata" - Abanindranath Tagore
- "Shakuntala" - Raja Ravi Varma
- "Jakkha 0 Jakkhi" - Ramkinkar Baij
- "Serie de las muñecas" - Bikash Bhattacharya
- Jogia "Serie Dhoop" - Geeta Vadhera
- "Confrontación" - Jahar Dasgupta
- "Serie de los caballos" - MF Hussain
- "Jesús" - Jamini Roy
- "Gossip" - John Wilkins
- "Estilos persa y mongol" - Rakesh Vijay
- "Series sobre el hambre en Bengala" - Jainul Abedin
- "Series de los toros" - Sunil Das
- "Desvastado" - Devajyoti Ray
- "Mahisasur" - Tyeb Mehta
- Miniaturas Krishna - B. G. Sharma